# Dobu

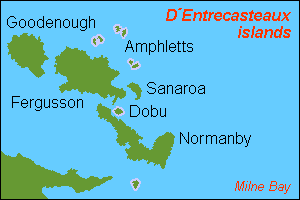
Översiktskarta.

Dobu (tidigare Goulvain) är en ö i D’Entrecasteaux-öarna som tillhör Papua Nya Guinea i västra Stilla havet.

## Geografi
Dobu utgör en del av Milne Bay-provinsen och ligger endast cirka 50 km nordöst om Nya Guinea mellan Fergusson och Normanby. Dess geografiska koordinater är 9°45′ S och 150°50′ Ö.
Ön är av vulkaniskt ursprung och har en area om ca 15 km² och är cirka 3,2 km lång och cirka 4,8 km bred. Den högsta höjden är på cirka 300 m ö.h. och ön täcks till största delen av regnskog förutom de kultiverade områden. Huvudgrödan är taro.
Befolkningen uppgår till cirka 900 invånare och de flesta bor i huvudorten med samma namn.

## Historia
D'Entrecasteaux-öarna har troligen bebotts av polynesier sedan cirka 1500 f.Kr. De upptäcktes tillsammans med Trobriandöarna av den franske kaptenen Joseph d'Entrecasteaux 1793 under sökandet efter de La Pérouse.
1873 utforskades och kartlades ögruppen av den brittiske kaptenen John Moresby med fartyget "HMS Basilisk".
Åren 1914 till 1916 samt 1917 till 1918 utförde antropologen Bronisław Malinowski studier av befolkningen på D'Entrecasteaux-öarna och på Trobriandöarna.
1891 anlände  metodistiska missionärer till ön vilka 1929 byggde Dobu Island Church.
Under 1930-talet genomförde även den amerikanske antropologen Ruth Benedict studier av Dobus trollkarlar som 1934 publicerades i boken "Patterns of Culture".
1942 till 1943 ockuperades ögruppen av Japan.